# La Micoque
Le site préhistorique de la Micoque se trouve sur la commune des Eyzies, ancienne commune des Eyzies-de-Tayac en Dordogne. Il a livré de très nombreux vestiges lithiques du Paléolithique inférieur. Il est le site éponyme du Micoquien et a également caractérisé le Tayacien.
Les fouilles du début du XXe siècle du gisement de la Micoque, avec celles du Moustier, de Combe Capelle, de Laugerie Haute, ont non seulement révélé des industries encore ignorées mais aussi la contemporanéité de cultures qu'on croyait jusqu'alors s'être succédé.
C'est l'un des quinze « sites préhistoriques et grottes ornées de la vallée de la Vézère » inscrits au patrimoine mondial de l'UNESCO depuis 1979.

## Situation
Le gisement de la Micoque se trouve dans le quart sud-est du département de la Dordogne, en Périgord noir, sur la commune des Eyzies, ancienne commune des Eyzies-de-Tayac, à environ 2,7 km au nord-nord-ouest du bourg des Eyzies et à environ 1,2 km à l'est du bourg de Manaurie, dans la vallée du ruisseau de Manaurie en rive gauche (côté nord) du cours d'eau, à 600 m en amont de la confluence de ce dernier avec la Vézère en rive droite (côté ouest). La Laugerie-Haute est à 600 m au sud-ouest à vol d'oiseau, la Laugerie-Basse et le Grand Roc à 1,2 km dans la même direction.
Son entrée est orientée vers le sud-ouest,.

## Historique
En 1895, le propriétaire du champ signale à Pierre Fournier, de Laugerie-Haute, la présence de pierres qui lui semblent retouchées. Fournier en recueille une série qu'il montre à Émile Rivière et à Delmas, « antiquaire de Bergerac » selon Peyrony. Delmas en fait part à Gustave Chauvet, qui commence des recherches et rassemble une importante collection - disparue en 1938.
Puis Louis Capitan fouille le site en 1896, Édouard Harlé en 1897, Denis Peyrony en 1898, L. Coutil en 1903 et 1905, Émile Cartailhac en 1905, Otto Hauser en 1906 et 1907.
Marcellin Boule, Camille Jullian et Henri Breuil visitent le chantier le 17 juin 1906 pendant les fouilles de Peyrony et Louis Capitan l'y rejoint quelques jours après. Ensuite Hauser loue tout le gisement. À la fin du bail de Hauser, Peyrony œuvre pour que l’État achète le site et il y reprend les fouilles en 1929 jusqu'en 1932. Peyrony décrit la séquence stratigraphique en y distinguant quinze couches comprenant six niveaux archéologiques.
L'industrie lithique fut étudiée par François Bordes qui y entreprit une fouille réduite en 1956.
Au début des années 1970, la séquence fut révisée une première fois par Henri Laville et Jean-Philippe Rigaud, puis ce dernier en collaboration avec André Debénath y a conduit de nouvelles fouilles de 1989 à 1997.
Une nouvelle révision de l'histoire sédimentaire du dépôt a été publiée par J.-P. Texier et P. Bertran en 1993.

## Séquence stratigraphique
Selon cette dernière étude de 1993, les dépôts de la Micoque peuvent être subdivisés en trois ensembles sédimentaires emboîtés :
- un ensemble inférieur (correspondant aux couches I à XII distinguées par Laville et Rigaud), épais de 2,50 m, constitué de galets et de graviers, et dépourvu de vestiges archéologiques[9] ;
- un ensemble moyen (correspondant aux couches A à M de Peyrony, composé d'une unité argileuse d'un mètre d'épaisseur à la base (couche A) et de galets et graviers calcaires granoclassés sur 7 m d'épaisseur, interstratifiés avec des niveaux rouges sablo-argileux (niveaux E, H et L de Peyrony). Pratiquement tous les niveaux archéologiques du site lui sont associés, en particulier le Tayacien[9] ;
  - la couche L2/3 (SIO 10), époque de l'Acheuléen méridional selon F. Bordes (Paléolithique moyen ancien), a fourni une industrie orientée quasi exclusivement vers la production d'éclats[10] ;
- un ensemble supérieur, sablo-argileux, d'une épaisseur moyenne de 2 m, aujourd'hui absent de la coupe témoin. Le niveau archéologique ayant conduit à la définition du Micoquien pourrait se trouver à la base de cet ensemble, mais il n'a jamais été retrouvé dans les fouilles récentes[9].

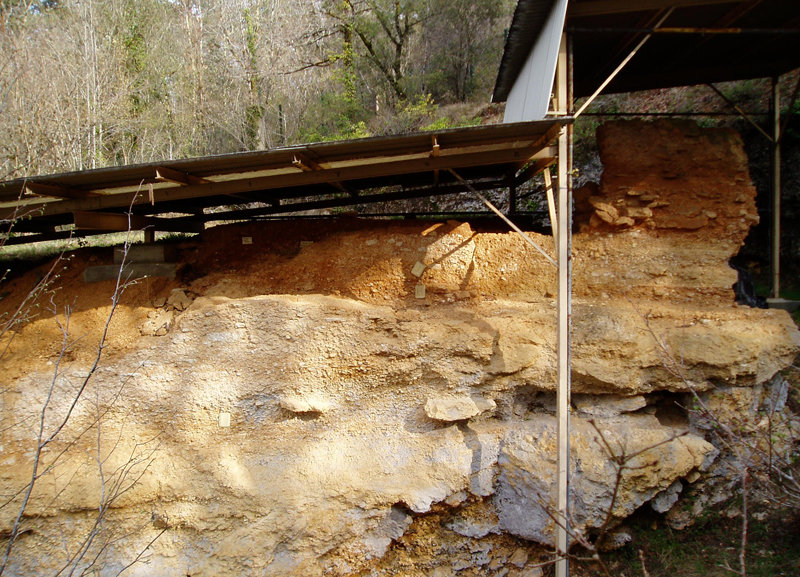
Coupe témoin du site de la Micoque en 2005.

Alors qu'ils étaient précédemment considérés comme issus de phénomènes cryoclastiques (éclatements et mouvements liés au froid), les galets et graviers des ensembles inférieur et moyen présentent toutes les caractéristiques de matériaux alluviaux, déposés par un cours d'eau. Ces niveaux correspondent à des dépôts de chenaux tressés de rivières, ce qui est confirmé par la présence de gastéropodes caractéristiques des milieux aquatiques tempérés. Les niveaux rouges intercalés correspondent à des écoulements en masse venant du versant au-dessus du site, et non à des paléosols lessivés comme on le pensait précédemment.
Les données géologiques (altitude de la terrasse à la base de l'ensemble moyen) et de nombreuses datations (ESR et U/Th) indiquent un âge compris entre les stades isotopiques 12 (environ −425 000 / −480 000 ans) et 10 (−335 000 / −370 000) pour les ensembles inférieur et moyen. Les alluvions argileuses à gastéropodes à la base de l'ensemble moyen correspondent à une phase interglaciaire, logiquement le SIO 11 (−370 000 / −425 000). L'ensemble supérieur s'est vraisemblablement mis en place au cours de l'Holocène.

## Industries lithiques
Les niveaux archéologiques de l'ensemble moyen ayant été affectés par des phénomènes post-dépositionnels importants liés au milieu fluviatile (tri, déplacements, etc.), une grande prudence s'impose donc lors de leur étude. Ils incluent le Tayacien défini par Henri Breuil (couches 4 et 5). Cette industrie se caractérise par un débitage peu élaboré associé à un outillage évoquant le Moustérien, avec de nombreux racloirs et surtout des denticulés et des encoches associés à de rares bifaces atypiques.[réf. nécessaire] Capitan décrit de nombreux coups-de-poing bien taillés, parfois sur une seule face, et petits (5 à 15 cm maximum) ; les pointes sont relativement fréquentes, les racloirs très nombreux, il y a aussi des disques. Il conclut que le tout rappelle une industrie acheuléenne mais avec une surabondance de racloirs.

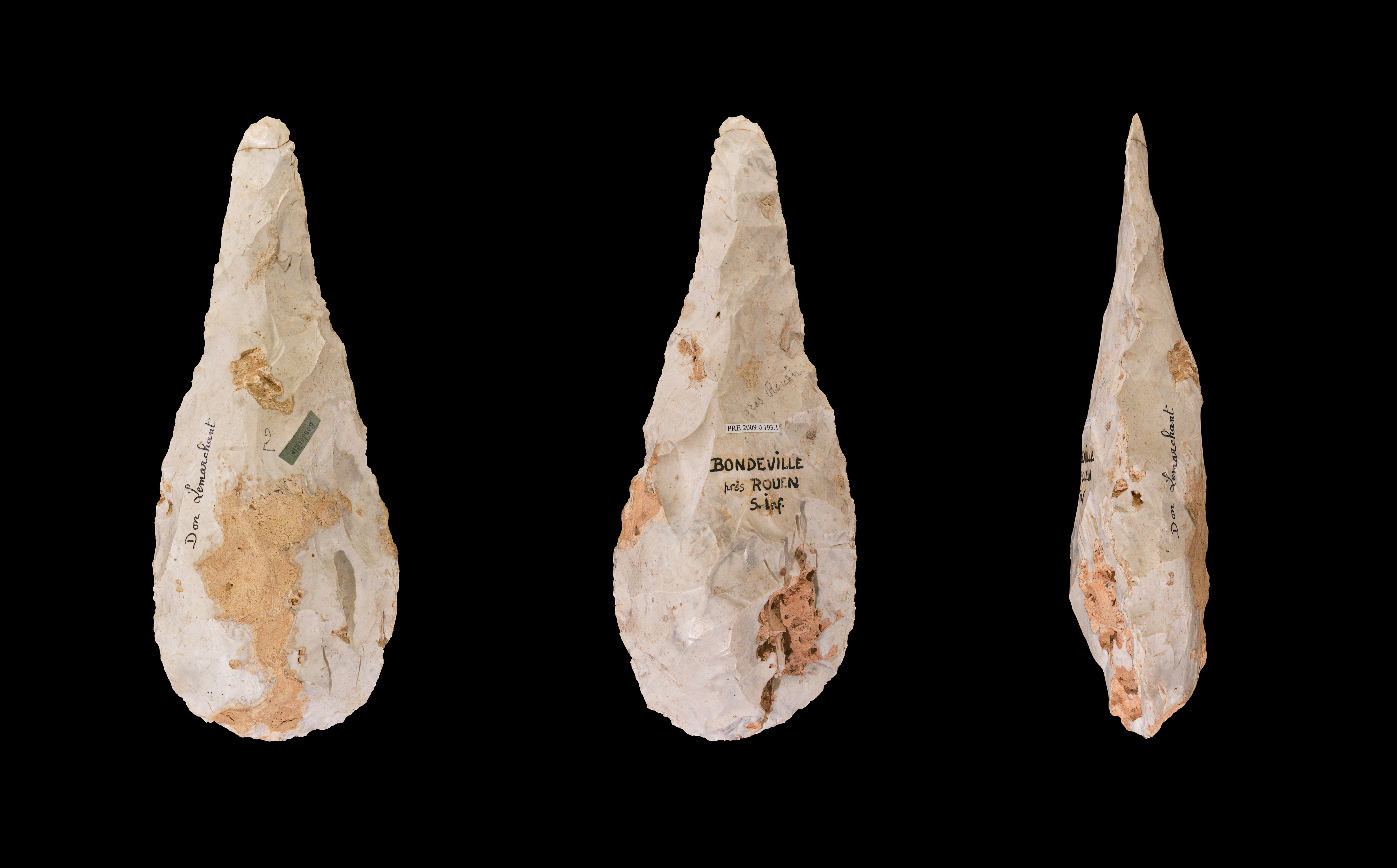
Biface micoquien de Sainte-Hélène-Bondeville (Seine-Maritime).
Muséum de Toulouse.

François Bordes l'admettait comme une industrie séparée à condition de lui donner le sens chronologique de Moustérien anté-würmien, c'est-à-dire une forme de pré-Moustérien.
Le Micoquien (base de l'ensemble supérieur, niveau N / couche 6) est défini comme un Acheuléen final, comportant des bifaces particulièrement soignés dont certains aux bords convexes. Une nouvelle étude de cette industrie est en cours.
Les industries de ce gisement comptent parmi les plus vieilles du Périgord et sont d'une importance fondamentale pour la compréhension de la Préhistoire de la région, et même bien au-delà.

## Notoriété

### Statut patrimonial
Le gisement de la Micoque est classé au titre des monuments historiques depuis le 8 mars 1922.
Depuis 1979, le site est inscrit au patrimoine mondial de l'UNESCO, parmi les quinze sites et grottes ornées de la région listés sous le nom de « sites préhistoriques et grottes ornées de la vallée de la Vézère ».

### Découvrir ce site aujourd'hui
Le site est protégé mais bien visible. Des visites conférences sont organisées sur réservation. Un panneau d'information a été implanté devant le site. Ce panneau constitue une étape d'un sentier, nommé « Boucle de la Micoque », et a été installé par le Pôle international de la Préhistoire.